# Autostrada A31 (Portugalia)
Autostrada A31 (port. Autoestrada A31, Variante a Coimbra) – autostrada w środkowej Portugalii, przebiegająca przez dystrykt Coimbra.
Autostrada znajduje się okolicach Coimbry, łącząc autostradę  w Ribeira de Frades z drogą  w Trouxemil.